# Circonscription de Boh et Danot
La circonscription de Boh et Danot est une des 23 circonscriptions législatives de l'État fédéré Somali, elle se situe dans la Zone Werder. Son représentant actuel est Bedel Kelifa Jama.